# パティオ (市川市)

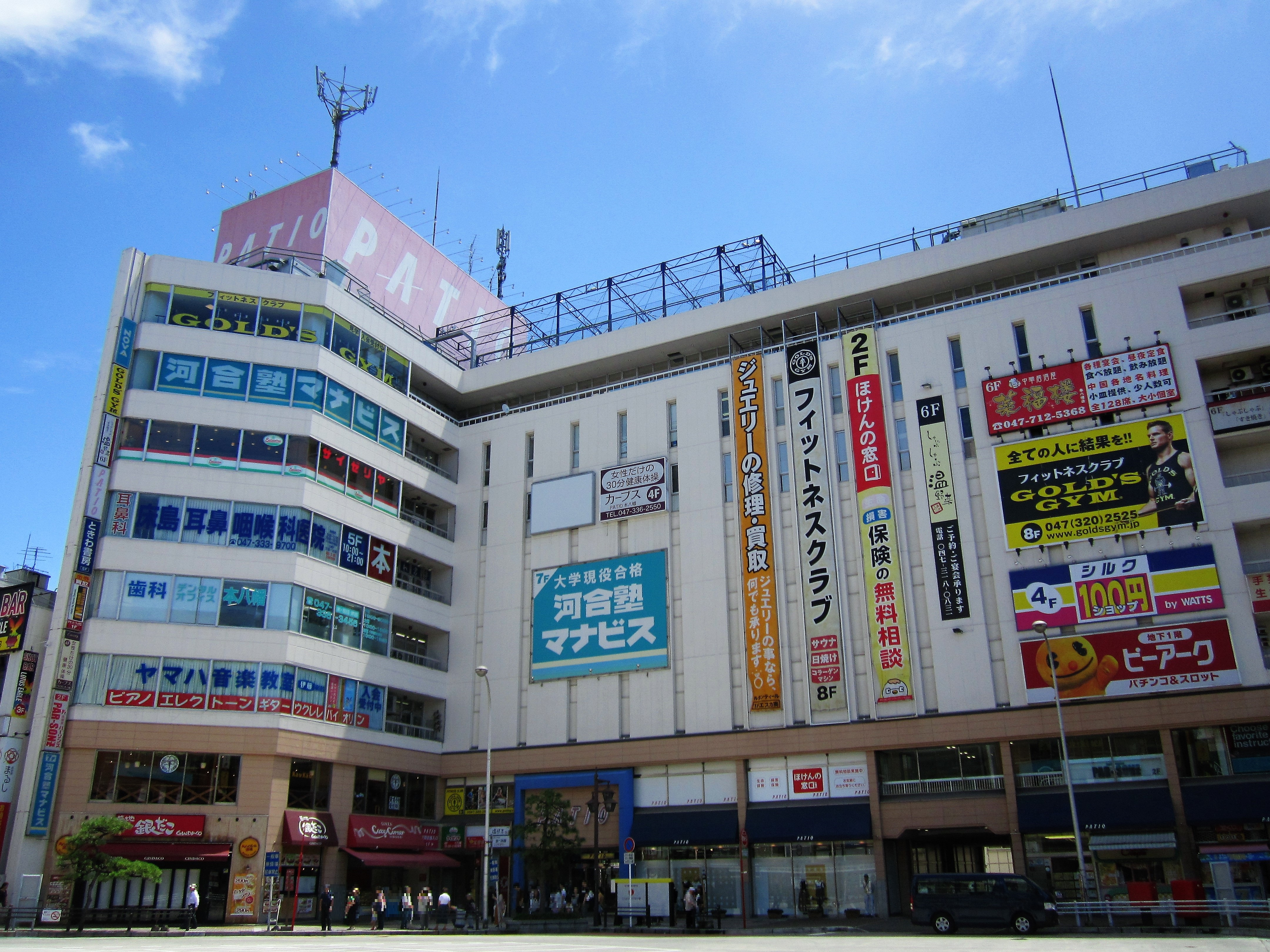
パティオ本八幡

パティオ（PATIO）は、千葉県市川市八幡二丁目にある本八幡ビル株式会社が管理する商業複合施設。正式名称は本八幡駅前共同ビル。地上8階、地下1階にテナントが入居している。かつてビル内には、月賦百貨店だった「丸興」が入居していた。

## アクセス
- 東日本旅客鉄道（JR東日本）本八幡駅北口 徒歩1分